# Michael Lienau

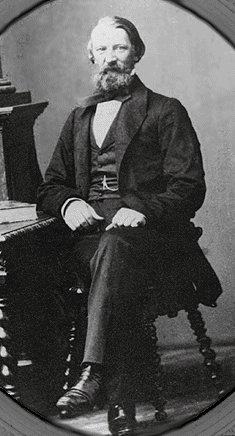
Der Weinhändler Michael Lienau

Michael Lienau  (* 11. Mai 1816 in Uetersen; † 27. Februar 1893 in Brooklyn) ist ein aus Uetersen stammender Weinhändler und Ehrenbürger der Stadt Uetersen. Er förderte mit seinen Millionen den Creditverein, den Bau des städtischen Krankenhauses, die Pferdebahn und den Straßenbau. Außerdem gründete er den Verschönerungsverein, dessen Baumpflanzungen die Stadt auch heute noch bereichern. Lienau vererbte sein gesamtes Vermögen der Stadt Uetersen.

## Leben
Michael Lienau wurde 1816 in Uetersen im Stammhaus der Familie in der Kuhlenstraße geboren. Er wanderte nach Amerika aus und stieg dort zum größten Weinimporteur der Vereinigten Staaten auf. 
Nach seiner Heirat mit der reichen Amerikanerin Sarah van Vorst kam er mit seiner Frau nach Deutschland zurück. Auf der Moorreger Pinnauseite entstand 1872 sein neues Domizil. Michael Lienaus Bruder Detlef Lienau errichtete den Bau im Stil französischer Landhäuser. Dieser herrschaftliche Wohnsitz existiert heute noch und ist als Schloss Düneck bekannt, obwohl es sich nicht im eigentlichen Sinne um ein Schloss handelt. Schloss Düneck wurde Ende des 19. Jahrhunderts zum heimlichen Rathaus Uetersens. Dort trafen sich Lienau, Meßtorff, Bleeker, Meyn, Leesen, Lange, Diermissen – Männer und Frauen, die in den Gründerjahren die Entwicklung der Stadt vorantrieben.
Zwei Jahre nachdem Lienau seine zweite Frau Sarah durch einen tragischen Selbstmord verloren hatte, heiratete er Emma Louise Lange, die Tochter eines Mühlenkaufmanns aus Uetersen.
Im Jahre 1893 starb Michael Lienau auf einer geschäftlichen Amerikareise im 77. Lebensjahr. Durch windige Geschäfte seines Sohnes Michael Lienau Junior gingen große Teile des Familienvermögens verloren, Schloss Düneck war nicht mehr zu halten.